# جمشید چالنگی
جمشید چالنگی (زاده ۱۵ فروردین ۱۳۲۷ در مسجدسلیمان) روزنامه‌نگار، مجری و تحلیل‌گر ایرانی ساکن آمریکا است. او یکی از بنیان‌گذاران رادیو فردا در سال ۲۰۰۳ در پراگ بوده و اکنون مجری برنامه «تفسیر خبر» در شبکه تلویزیونی ایران فردا است.
او که برادر شاعر  آوانگارد و نامدار ایران در  شعر دیگر، هوشنگ چالنگی است، قبل از انقلاب روزنامه‌نگاری را به‌طور حرفه‌ای از سال ۱۳۴۶ با هفته‌نامه خوشه به سردبیری احمد شاملو آغاز کرد. وی با شاعر دیگر ایرانی، نادر نادر پور حدود ۱۰ سال در «گروه ادب رادیو تلویزیون ملی ایران» فعالیت کرد. چالنگی بعد از انقلاب نیز با شاملو در انتشار «کتاب جمعه» همکاری داشته و پس از آن به مدت ۲۰ سال در قاهره به فعالیت روزنامه‌نگاری خود ادامه داد. او پس از تأسیس رادیو فردا و پیش از شروع همکاری با شبکه تلویزیونی «ایران فردا»، به مدت ۶ سال مجری بخش فارسی صدای آمریکا بوده‌است.

## زندگی
جمشید چالنگی زاده ۱۵ فروردین ۱۳۲۷ در باغ‌ملک است. وی همسر فریده رهبر کارمند سابق صدای آمریکا است و دو پسر به نام‌های ونداد و تیرداد دارد.

## فعالیتها[نیازمند منبع]
آغاز کار حرفه‌ای جمشید چالنگی به سال ۱۳۴۶ خورشیدی بازمی‌گردد. هرچند پیش از آن، مطالبی از او در زمینه نقد ادبی و قصه‌نویسی در مجلاتی چون فردوسی و زمان به چاپ رسیده بود اما به‌طور حرفه‌ای کار مطبوعاتی خود را با مجله خوشه به سردبیری احمد شاملو آغاز کرد.
در پی آن، به روزنامه مردم پیوست و زمینه‌ای تازه برای «نقد تئاتر» را در ستونی دائم در این روزنامه ارائه داد. بعدها این روزنامه به رستاخیز تغییر نام داد و همکاری وی با این روزنامه نیز در زمینه نقد تئاتر و کتاب ادامه یافت. بیش از هزار نقد، مطلب و مصاحبه با دست‌اندرکاران ایرانی و غیر ایرانی تئاتر حاصل این دوره از کار اوست. جمشید همزمان در مجله تماشا، مجله سازمان رادیو و تلویزیون ملی ایران، مشغول به کار شد. این همکاری تا رویداد انقلاب ایران (۱۳۵۷) در ایران ادامه یافت.
جمشید چالنگی کار خود را با رادیو ایران در سال ۱۳۵۱ در برنامه «ادب امروز» آغاز کرد. وی از دوران شش ساله همکاری خود با این برنامه، به عنوان فرصت کمیابی یاد می‌کند که به او امکان داد تا از دیگر شاعر بزرگ ایران، نادر نادر پور، که سردبیری «ادب امروز» را بر عهده داشت، بسیار بیاموزد.
وی در همکاری با تلویزیون ملی ایران در تولید برنامه‌های مربوط به تئاتر به ویژه «مجله تئاتر» همکاری نزدیک داشت. حاصل سیزده سال کار او در تلویزیون ایران از جمله تهیه چند برنامه مربوط به جشن هنر شیراز و نیز فیلم‌های مستند گورستان ظهیرالدوله، خبرجین و M.I.S است. موضوع خبر چین دربارهٔ مراحل مختلف تولید، چاپ و نشریه روزنامه در ایران است. «M.I.S» دربارهٔ مسجد سلیمان، زادگاه جمشید، با نگاهی به تاریخچهٔ نفت در این شهر ساخته شده‌است.
در پی انقلاب ۱۳۵۷، جمشید با گروهی از همکاران خود روزنامه مستقل «بامداد» را منتشر ساخت که هدفش وفاداری به اصول حرفه‌ای روزنامه‌نگاری و انتشار بیطرفانه اخبار و رویدادهای ایران و جهان بدون وابستگی به هیچ گروه و سازمان سیاسی بود.
فضای پدید آمده پس از انقلاب نتوانست بامداد را تحمل کند و به همین خاطر تعطیل شد. در همین زمان، وی برای بار دیگر فرصت یافت تا با احمد شاملو، در کتاب جمعه همکاری کند. کتاب جمعه نیز مانند همه نشریاتی که احمد شاملو در عمر مطبوعاتی خویش سردبیری کرده بود پس از مدتی تعطیل شد.
در پی ترک ایران در سال ۱۳۶۲ خورشیدی، جمشید چالنگی فعالیت مطبوعاتی خود را به‌طور آزاد دنبال کرد و بر کار در زمینه مسائل خاورمیانه تمرکز کرد. از سال ۱۹۸۴ تا ۲۰۰۳ میلادی با استقرار در قاهره به بسیاری از کشورهای منطقه نیز سفر کرد.
در این مدت با بخش فارسی صدای آمریکا و رادیو آلمان به عنوان گزارشگر رویدادهای خاورمیانه همکاری داشت و پس از تأسیس بخش فارسی رادیو اروپای آزاد – رادیو آزادی به این رادیو پیوست.
حاصل کار او در این مدت بیش از پنج هزار گزارش و مصاحبه بوده‌است. مصاحبه اوبا عبدالعزیز بوتفلیقه رئیس‌جمهوری الجزایر و نیز یاسر عرفات رهبر وقتِ تشکیلات خودگردان فلسطینی، یوسی بیلین، وزیر وقت دادگستری اسرائیل، از جمله مصاحبه‌های رادیوئی او با سران و مسئولان بلندپایه در منطقه و شمال آفریقا است. در این مدت همچنین با چهره‌های هنری و فرهنگی نیز در منطقه، مصاحبه هائی انجام داد که از آن جمله‌اند مصاحبه با نجیب محفوظ نویسنده سرشناس مصری و برندهٔ جایزه نوبل در ادبیات، یوسف شاهین، فیلمساز سرشناس مصری، و مصطفی عقاد، فیلمساز معروف سوری و سازنده فیلم‌های محمد رسول‌الله و عمر مختار.
پوشش خبری کنفرانس‌های سران عرب و مذاکرات فلسطینی‌ها و اعراب و کنفرانس‌های مربوط از جمله فعالیت‌های جمشید چالنگی در این مدت بوده‌است.
جمشید در سال ۲۰۰۳ با آغاز کار رادیو فردا به دفتر این رادیو در پراگ پیوست. همکاری او با رادیو فردا تا سال ۲۰۰۶ ادامه یافت و از ژانویه ۲۰۰۶ کار خود را با بخش فارسی صدای آمریکا در واشینگتن آغاز کرد. از اکتبر همان سال اجرا و سردبیری برنامه «تفسیر خبر» را برای ۳ روز در هفته جمعه شنبه یکشنبه را برعهده گرفت.